# Take Time
Albums de Giveon
When It's All Said and Done (en)
(2020)
Singles
1. Like I Want You (en)
Sortie : 20 novembre 2019
2. Heartbreak Anniversary
Sortie : 21 février 2020

Take Time est le premier EP de l'auteur-compositeur-interprète américain Giveon. Il est sorti le 27 mars 2020 sous les labels Epic et Not So Fast. Durant la 63e cérémonie des Grammy Awards, il est nommé dans la catégorie du meilleur album R&B.

## Singles
Le single Like I Want You sort le 20 novembre 2019. Il est illustré par un clip vidéo réalisé par Kiato qui sort trois mois plus tard. Giveon enregistre une version acoustique de la chanson pour Spotify Singles (en), en même temps qu'une reprise du titre Untitled (How Does It Feel) (en) du chanteur D'Angelo. En décembre 2020, Like I Want You devient la première chanson de Giveon à être certifiée or par la RIAA. Aux États-Unis, elle se classe dans le top dix des tops R&B Songs (en) et Adult R&B Songs (en) ainsi qu'à la 87e place du Billboard Hot 100,,.
Le deuxième single issu de Take Time est Heartbreak Anniversary. Il est le premier top 40 de Giveon en solo aux États-Unis et rencontre également un succès à l'international. Son clip vidéo, dans lequel joue l'actrice Samantha Logan, sort en mars 2021.

## Accueil

### Accueil critique
Dans une critique écrite pour le site web AllMusic, Andy Kellman donne à Take Time la note de quatre étoiles.
| Publication    | Classement                                    | Position | Réf.   |
| -------------- | --------------------------------------------- | -------- | ------ |
| Billboard      | Les 10 meilleurs albums R&B de 2020           | 9        | [ 10 ] |
| Earmilk        | Les meilleurs albums de 2020 (Hip-hop et R&B) | NC       | [ 11 ] |
| The Fader      | Les 50 meilleurs albums de 2020               | 42       | [ 12 ] |
| Hypebeast      | Les meilleurs albums de 2020                  | NC       | [ 13 ] |
| Okayplayer     | Les meilleurs albums de 2020                  | 6        | [ 14 ] |
| Rated R&B (en) | Les 30 meilleurs albums R&B de 2020           | 15       | [ 15 ] |
| Revolt (en)    | Les 9 meilleurs albums R&B de 2020            | NC       | [ 16 ] |
| Uproxx         | Les meilleurs albums R&B de 2020              | 8        | [ 17 ] |
| Vice           | Les 100 meilleurs albums de 2020              | 76       | [ 18 ] |

### Distinctions
Giveon est nommé dans la catégorie du meilleur album R&B pour Take Time durant la 63e cérémonie des Grammy Awards. Le prix est remporté par le chanteur John Legend pour son album Bigger Love (en).

## Liste des pistes
| 1.    | The Beach              | - Giveon Evans - Los Hendrix - Matthew Jehu Samuels - Yakob                                 | - Boi-1da - Los Hendrix - Yakob                          | 3:25 |
| 2.    | World We Created       | - Maneesh - Sevn Thomas (en) - Trey Campbell                                                | - Maneesh - Sevn Thomas - Yakob                          | 3:13 |
| 3.    | Take Time (Interlude)  | Giveon Evans                                                                                |                                                          | 0:45 |
| 4.    | Favorite Mistake       | - Giveon Evans - Rodrigo Barahona - Sevn Thomas                                             | - Giveon Evans - Rodrigo Barahona - Sevn Thomas          | 2:52 |
| 5.    | This Ain't Love        | - Giveon Evans - Ant Clemons (en) - Jahaan Sweet - Los Hendrix - Varren Wade - WondaGurl    | - Jahaan Sweet - Los Hendrix - WondaGurl                 | 2:44 |
| 6.    | Heartbreak Anniversary | - Giveon Evans - Maneesh - Sevn Thomas - Varren Wade                                        | - Maneesh - Sevn Thomas                                  | 3:18 |
| 7.    | Like I Want You (en)   | - Giveon Evans - Jahaan Sweet - Los Hendrix - Marcus Semaj - River Tiber (en) - Sevn Thomas | - Jahaan Sweet - Los Hendrix - River Tiber - Sevn Thomas | 4:20 |
| 8.    | Vanish                 | - Giveon Evans - Berkli Music - Kelsey Gonzales - Sevn Thomas                               | - Berkli Music - Kelsey Gonzales - Sevn Thomas           | 3:29 |
| 24:06 |                        |                                                                                             |                                                          |      |

## Classements hebdomadaires
| Classement (2021)                   | Meilleure position |
| ----------------------------------- | ------------------ |
| Canada (Canadian Albums)            | 49                 |
| États-Unis (Billboard 200)          | 35                 |
| États-Unis (Top Album Sales)        | 34                 |
| États-Unis (Top R&B Albums)         | 4                  |
| États-Unis (Top R&B/Hip-Hop Albums) | 19                 |
| Pays-Bas (Mega Album Top 100)       | 56                 |

## Historique de sortie
| Région     | Date            | Format                       | Label                | Réf.   |
| ---------- | --------------- | ---------------------------- | -------------------- | ------ |
| Monde      | 27 mars 2020    | - streaming - téléchargement | - Epic - Not So Fast | [ 28 ] |
| États-Unis | 26 février 2021 | vinyle                       | - Epic - Not So Fast | [ 29 ] |